# Toys-to-life
Toys-to-life è un genere di videogiochi in cui il gameplay ruota attorno alla possibilità di controllare action figure all'interno del gioco, tramite tecnologie quali NFC. Alcune delle serie di videogiochi incentrate sui toys-to-life sono Disney Infinity, Skylanders e LEGO Dimensions.